# Luise von Eichendorff

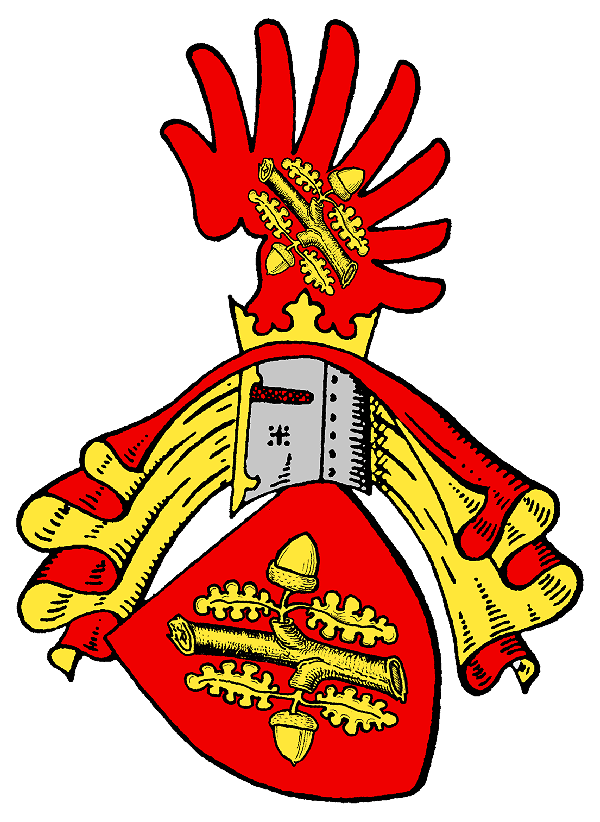
Wappen derer von Eichendorff

Luise (fälschlich: Louise) Antonia Nepomucene Johanna Freiin von Eichendorff (* 13. April 1804 auf Schloss Lubowitz, Provinz Schlesien; † 25. Dezember 1883 in Wien-Alsergrund) war die jüngste Schwester der Dichterjuristen Joseph und Wilhelm von Eichendorff sowie langjährige Brieffreundin von Adalbert Stifter.

## Leben

### Herkunft, Jugend und Bildung
Das katholische Adelsgeschlecht der Freiherren von Eichendorff war seit dem 17. Jahrhundert in Mähren und Schlesien ansässig. Der Vorfahre Hartwig Erdmann von Eichendorff kam aus Zerbow nach Sedlnitz in Mähren und ist im Jahr 1683 in Deutsch Krawarn verstorben. Luise Freiin von Eichendorff wurde am 13. April 1804 auf Schloss Lubowitz als Tochter eines preußischen Offiziers, des Freiherrn Adolf Theodor Rudolf von Eichendorff (1756–1818) und dessen Ehefrau Karoline (1766–1822), geborene Freiin von Kloch, geboren. Die Brüder Wilhelm und Joseph studierten damals (1803–1805) an der Katholischen Universität Leopoldina in Breslau. Sie ist als Kleinkind von einem Kindermädchen aus Böhmen betreut worden.
Seit dem Jahr 1811 lebte Luise in einem Kloster in Teschen, danach in Troppau, und wurde dort in einem Mädchenpensionat unterrichtet. In den Jahren 1813–1814 bekam sie Klavierunterricht. Der Vater ist am 27. August 1818 auf Schloss Lubowitz verstorben und Luise kam zu der Mutter nach Lubowitz. Als die Mutter, zwei Tage nach Luises 18. Geburtstag, am 15. April 1822 ebenda verstarb, zog die verwaiste Baronesse von Lubowitz nach Schillersdorf in Mährisch-Schlesien aus und wohnte bei Maria Anna von Eichendorff, geborene Hoverden (1763–1830), einer Anverwandten väterlicherseits und Witwe von Johann Friedrich von Eichendorff, genannt ‚Tante‘.

### Im Kaisertum Österreich
Nach dem Tod der ‚Tante‘ in Schillersdorf im Dezember 1830 hat Luise 3000 Reichstaler geerbt und die Provinz Schlesien für immer verlassen. Sie zog im Jahr 1831 in das Kaisertum Österreich zuerst nach Wien, dann zu dem älteren Bruder Wilhelm von Eichendorff, der als k.k. Kreishauptmann, jenseits der Alpen, in Trient lebte, um. Mehrmals reiste sie mit Wilhelm und seiner Ehefrau Julie, geborene Fischnaller, nach Venedig.
1844 zog sie in den Kurort Baden südlich von Wien, und blieb dann bis zum Lebensende in Niederösterreich. Kurz nach ihrem Umzug kaufte sie sich dort ein Landhaus. Im Oktober 1846 reiste ihr Bruder Joseph von Eichendorff mit Ehefrau aus Danzig zuerst nach Wien; dann wohnte er seit Anfang Mai 1847 über zwei Monate bei Luise in Baden. In dieser Zeit lernte Luise durch ihren Bruder den Schriftsteller Adalbert Stifter (1805–1868) und seine Ehefrau Amalia, geborene Mohaupt, in Wien kennen. Sie blieb mit Stifter etwa zwei Jahrzehnte befreundet – sie begegneten sich 1852, 1853 und 1860 bei ihr in Baden sowie 1854 bei den Stifters in Linz. Der Briefwechsel dauerte bis zum Jahr 1867 an. Im Jahr 1851 reiste Luise zur Erholung nach Sedlnitz, das bereits seit beinahe 200 Jahren im Besitz des Uradels von Eichendorff war – einige Jahre später verbrachte sie dort die Wintermonate 1867–1868. Im Jahr 1863 erwog sie die Möglichkeit das Landhaus in Baden zu verkaufen und nach Weikersdorf umzuziehen.
Am 4. Jänner 1849 ist ihr ältester Bruder Wilhelm in Innsbruck verstorben. Nach dem Tod des Bruders Joseph im November 1857 in Neisse nahm sein Sohn Hermann von Eichendorff (1815–1900), der in Aachen lebte und dort als Jurist tätig war, mit ihr Kontakt auf und bat sie um Erinnerungen für die Biografie seines Vaters.
Auf ihre Initiative erschien am 25. Mai 1859 in der Wiener Zeitung posthum das Sonett Josephs Deutschlands künftiger Retter.
Als sich der Gesundheitszustand verschlimmerte kam sie am 5. Juni 1879 in die Landesirrenanstalt in Wien-Alsergrund, wo sie im Alter von 79 Jahren am zweiten Weihnachtstag 1883 verstarb. Ihrem Wunsch entsprechend fand die Bestattung am 28. Dezember 1883 auf dem St. Helena-Friedhof im Helenental bei Baden statt.
Ihre Memoiren Träume und Seligkeiten meiner Kindheit bleiben verschollen. Die 65 Briefe an Adalbert Stifter und 21 an dessen Gattin wurden im Stifter-Archiv der Akademie der Wissenschaften in Prag aufbewahrt. Die Epistolografie gab im Jahr 1940 Wilhelm Kosch, damals Professor in Nimwegen, heraus.